# آزين غوشناسب
آزين غوشناسب كان رجل دولة إيراني شغل منصب وزير (وزورغ فرامادار) للملك الساساني هرمز الرابع (حكم من 579 إلى 590) من تاريخ غير معروف حتى وفاته عام 590.

## اسمه
على الرغم من أن اسمه كان "آزين غوشناسب" إلا أن هناك عدة نسخ مشوهة من اسمه في عدة مصادر؛ أذين جوشناس (الطبري واليعقوبي)؛ أذين كوشاسب (الثعالبي)؛ آين غوشاسب ( الشاهنامه )؛ أريخسيس (المسعودي)؛ أرهاسيس (الجرديزي)؛ يزدان جوشناس (الدينوري)؛ ويزدان بخش (البلعمي).

## سيرته
كان آزين غوشناسب من مواليد خوزستان، ويطلق عليه المسعودي والجرديزي أيضًا اسم "خوزي". كان ينتمي إلى طبقة الأرتشتاران. يبدو أنه عندما حقق القائد العسكري الساساني بهرام جوبين نصرًا عظيمًا على الترك، ورد أن آزين غوشناسب شعر بالغيرة واتهم القائد بالاحتفاظ بأفضل جزء من الغنائم لنفسه وإرسال جزء صغير فقط إلى هرمز الرابع. ومع ذلك، وفقًا لمصادر أخرى، فإن الأمير التركي الأسير بيرمودا أو رجال الحاشية هم الذين أثاروا شكوك هرمز. بغض النظر، تم طرد بهرام جوبين لاحقًا من قبل هرمز، مما أدى إلى قيام الأخير ببدء تمرد كبير. تم إرسال آزين غوشناسب لقمع التمرد، لكنه قُتل في همدان على يد أحد رجاله، زادسبراس.

### فهرس المراجع
فهرس المنشورات
1. 1 2 3  Tafazzoli 1988، صفحة 260.

### معلومات المراجع
- Tafazzoli، A. (1988). "ĀZĪN JOŠNAS". الموسوعة الإيرانية, Vol. III, Fasc. 3. ص. 260. مؤرشف من الأصل في 2023-11-21.